# Funiculaire d'Aberystwyth
Le funiculaire d’Aberystwyth (gallois : Aberystwyth Cliff Railway, gallois : Rheilffordd y Graig) est situé à Aberystwyth, Ceredigion au pays de Galles. Créé en 1896 il est ouvert d'avril à octobre.

## Historique
Il a ouvert ses portes le 1er août 1896 et a une longueur de 237 m. C'était le plus long funiculaire dans les Îles Britanniques jusqu'en 2001, date d'ouverture du funiculaire de Cairngorm Mountain. Depuis novembre 1987, le funiculaire d'Aberystwyth est un monument classé de grade II.
Le funiculaire possède un système de câbles tirés à l'équilibre. Deux cabines reliées entre elles par un câble continu qui se déplacent dans des directions opposées le long de deux pistes parallèles. Il a été développé comme un élément de Constitution Hill, une entreprise victorienne due à la Société d'amélioration d'Aberystwyth dans les années 1890. Le funiculaire a permis l'accès au haut de la colline, où des attractions comme une camera obscura ont été établies. Le chemin de fer de la falaise a été exploité à l'aide d'un système à contrepoids d'eau, puis il a été électrifié en 1921 et le système hydraulique a été démantelé. Le nombre de passagers était élevé au cours des premières décennies, mais a plongé après le déclenchement de la Seconde Guerre mondiale et est resté bas pendant des décennies.
Le funiculaire est détenu et géré par la Constitution Hill Ltd, un organisme de charité. Il est ouvert aux passagers pendant les mois d'été, généralement entre avril et octobre, avec des horaires réduits durant les mois les plus froids.

## Présence dans la musique et la littérature
Le funiculaire fait des apparitions dans le travail de l'auteur Malcolm Pryce.